# Gare de Saint-Georges-de-Luzençon
La gare de Saint-Georges-de-Luzençon est une gare ferroviaire française de la ligne de Béziers à Neussargues, située sur le territoire de la commune de Saint-Georges-de-Luzençon, dans le département de l'Aveyron, en région Occitanie. 
Elle est mise en service en 1874 par la Compagnie des chemins de fer du Midi et du Canal latéral à la Garonne. 
C'est une halte voyageurs de la Société nationale des chemins de fer français (SNCF), desservie par des trains Intercités et des trains TER Occitanie.

## Situation ferroviaire
Établie à 356 m d'altitude, la gare de Saint-Georges-de-Luzençon est située au point kilométrique (PK) 538,227 de la ligne de Béziers à Neussargues, entre les gares ouvertes de Saint-Rome-de-Cernon et de Millau.

## Histoire
La Compagnie des chemins de fer du Midi et du Canal latéral à la Garonne met en service, le 18 octobre 1874, la gare avec l'ouverture de la section du Bousquet-d'Orb à Millau. 

## Fréquentation
De 2015 à 2023, selon les estimations de la SNCF, la fréquentation annuelle de la gare s'élève aux nombres indiqués dans le tableau ci-dessous.
| Année               | 2015   | 2016  | 2017  | 2018  | 2019  | 2020 | 2021 | 2022 | 2023  |
| ------------------- | ------ | ----- | ----- | ----- | ----- | ---- | ---- | ---- | ----- |
| Nombre de voyageurs | 11 473 | 2 466 | 1 076 | 1 189 | 1 591 | 280  | 390  | 707  | 1 007 |

## Service des voyageurs

### Accueil
Halte SNCF, c'est un point d'arrêt non géré (PANG) à entrée libre.

### Desserte
Saint-Georges-de-Luzençon est desservie par des trains Intercités qui circulent entre Béziers et Saint-Chély-d'Apcher ou Clermont-Ferrand, et par des trains TER Occitanie qui effectuent des missions entre les gares : de Béziers et de Saint-Chély-d'Apcher ou de Millau, et entre les gares : de Tournemire - Roquefort et de Millau ; de Saint-Rome-de-Cernon et de Sévérac-le-Château

### Intermodalité
Le parking des véhicules est possible à proximité.
La gare est desservie par la ligne 720 et 202 du réseau liO.